# Festival Gadhimai
El festival Gadhimi era un festival religioso hindú nepalés que fue celebrado cada 5 años en el Templo Gadhimai de Bariyarpur, en el distrito Bara, aproximadamente  160 km al sur de la capital Kathmandú, y aproximadamente a 7 km al este de la oficina central de la ciudad de Kalaiya, en el sur de Nepal, cerca de la frontera indo-nepalés, adyacente a Bihar. Originalmente era celebrado por los pueblos Madheshi y Bihari .  Hasta el 2014, el evento constaba de sacrificio de animales a gran escala que incluía  búfalos de agua, cerdos, cabras, pollos, y palomas, con el objetivo de complacer a Gadhimai, la diosa del poder. Las personas también ofrendan cocos, golosinas, ropa de color rojo, etc.
Se estima que 250,000 animales iban a ser sacrificados durante el festival Gadhimai de 2009. El festival ha originado numerosas protestas por activistas de derechos animales y nepaleses hindúes de la región del Cerro.

## Descripción
Aproximadamente 4 millones de personas participan en el festival. Los participantes creen que los sacrificios animales a la diosa hindú Gadhimai acabará con el mal y traerá prosperidad. Después del festival, la carne, los huesos y las pieles de los animales son vendidas a las compañías en India y Nepal.

## Historia
Un mes antes del ritual en 2009, los políticos Madheshi se dieron cuenta de que habría una "escasez severa" de cabras para el sacrificio ritual, así como de carne de cabra durante el festival. Debido a ello, empezaron una campaña en la radio que instaba a los granjeros a vender sus animales.
El festival comenzó en la primera semana de noviembre del 2009 y finalizó en la primera semana de diciembre (hasta makar sankranti). La feria tiene como costumbre el sacrificio animal que sucedió el 24 y 25 de noviembre de 2009, siendo el sacerdote principal del templo quien ofició  el sacrificio ritual llamado Saptabali, el cual incluye el sacrificio de ratones blancos, palomas, gallos, patos, cerdo y búfalos de agua macho. Más de 20,000 búfalos fueron sacrificados en el primer día. Se estima que 250,000 animales fueron sacrificados durante el festival Gadhimai de 2009. Los asesinatos rituales se llevaron a cabo por más de 200 hombres en un matadero cerca del templo.
En el 2009, los activistas hicieron varios intentos de parar el ritual, incluyendo Brigitte Bardot y Maneka Gandhi, quienes escribieron al gobierno nepalés solicitándole el cese de la matanza. Un oficial de gobierno comentó que no "interferirían en la antigua tradición del pueblo Madheshi""
Ram Bahadur Bomjon, declarado la reencarnación del Buddha por algunos de sus seguidores, dijo que intentaría parar el sacrificio en el festival, predicando la no violencia y ofreciendo una bendición en el sitio. Su promesa incitó al gobierno a enviar fuerzas adicionales para impedir cualquier incidente.

### El festival de 2014
En octubre de 2014, Gauri Maulekhi -administrador de Gente por los Animales Uttarakhand (PFA) y asesor de la  Sociedad Humanitaria Internacional (HSI)- presentó una petición contra el transporte ilegal de animales para sacrificio desde India a Nepal. Después de que esto, la Suprema Corte de India aprobó una orden provisoria dándole instrucciones al Gobierno de India para impedir el transporte ilegal de animales a través de la frontera para ser sacrificados en Gadhimai. El tribunal también pidió a los  grupos de protección animal y a otros para ingeniar un plan de acción para asegurar la ejecución de la orden judicial.
NG Jayasimha, doctor en medicina de HSI India, visitó Nepal para asegurarse que la prohibición estaba siendo cumplida. En una entrevista al Times of India  dijo, " estoy muy complacido de que fuéramos capaces de sentarnos con los políticos nepaleses, para defender a los cientos de miles de animales inocentes que son condenados a una  decapitación absolutamente injustificada en Gadhimai. También hablamos directamente al templo Gadhimai templo y con el magistrado local, así pueden estar seguros de este llamado a la compasión.. Sinceramente esperamos que  actuarán para parar esta carnicería innecesaria". El Ministerio del Interior ha mandado los estados de Bihar y Uttar Pradesh a controlar y asegurarse que ningún animal llegue a Nepal para el festival.
El fallo del Tribunal Supremo indio en el que se impide el tráfico de ganado a través de la frontera Nepal-India durante el festival Gadhimai, conjuntamente con el trabajo duro a lo largo de 5 años de la Red de Bienestar Animal de Nepal (AWNN), lograron que el número de animales sacrificados en el 2016 se redujera en aproximadamente en un 50%,  según el Departamento de Ganadería de Nepal. Mediante el fallo de la Suprema Corte y  el trabajo conjunto de la AWNN y el comité del templo Gadhimai se espera que el festival en 2019 sea el primero sin sacrificios. Puesto que el la AWNN fue recientemente disuelto, el  Instituto Jane Goodall de Nepal está liderando la campaña y ya comenzó su campaña para Gadhimai.

### Debates y medidas en 2015
En 2015, el administrador del templo Gadhimai trabajó con la ayuda de la Red de Bienestar Animal de Nepal  (Animal Welfare Network Nepal) y acordaron discontinuar los sacrificios en los festivales. En abril de 2015 el comité del templo anunció por primera vez su decisión de interrumpir la práctica de sacrificio animal en un evento organizado por la Red de Bienestar Animal de Nepal (AWNN). En dicho evento, los miembros del comité de templo recibieron un certificado de  agradecimiento y fueron felicitados con mantones en presencia del entonces Ministro del Bosque Sr Mahesh Acharya. Los miembros del comité del templo también acompañaron a miembros de la AWNN a Delhi y Patna para conferencias de prensa donde pidieron al mundo y a los medios de comunicación que difundieran el mensaje para que los ayudaran en su decisión de acabar el sacrificio en Gadhimai. Más tarde, después de enfrentarse a la crítica local al llamarlo una 'prohibición del sacrificio animal' y también debido a la política interna dentro del comité del templo, el administrador negó que ellos alguna vez hubieran decidido poner una prohibición y que no estaba en sus manos imponerla. El administrador dijo que depende de las personas,ya que ni el administrador ni el sacerdote piden a sus devotos que ofrezcan un sacrificio. Posteriormente cuando la presión local aumentó y el comité del templo fue el blanco de críticas, ellos afirmaron que el anuncio fue forzado por los grupos de Derechos Animales.

#### Informe de 2015 sobre la finalización de los sacrificios
El 28 de julio de 2015, la Sociedad Humanitaria Internacional/India informó que el administrador del templo  Gadhimai ha prometido públicamente prohibir el sacrificio animal en los festivales futuros. Sin embargo, a pesar de que el sacerdote del templo confirmó la prohibición en directo, no fue una promesa que el administrador del  templo cumpliera. Por otro lado, la Suprema Corte de Nepal dio la orden de desalentar el sacrificio en el Templo Gadhimai. En 2015, se informó erróneamente que el administrador del templo de Nepal planeaba cancelar todo sacrificio animal futuro en el festival

### Suprema Corte de 2016 desalienta el sacrificio
En agosto de 2016, la Suprema Corte de Nepal ha dado orden expresa de crear un plan de acción para desalentar el sacrificio animal en Gadhimai y en cualquier otro lugar en el país.

### El festival de 2019
El 3 de diciembre de 2019, organizaciones como la Sociedad Humanitaria Internacional/India y la Igualdad Animal informaron que durante el festival Gadhimai en 2019 aún se produjeron miles de matanzas de animales comprobadas a través de imágenes de vídeo y fotografías, a pesar de la orden del Tribunal Supremo para controlar el sacrificio animal en el festival. HSI/India y HSI/Nepal ayudaron en el cumplimiento de la ley india en la frontera  entre India y Nepal, y ayudaron a confiscar a miles de animales que eran llevados ilegalmente a Nepal desde la India. HSI/Nepal y otros grupos locales declararon que a pesar de que la matanza continuara, el número de animales asesinados en el evento del 2019 fue menor en comparación con el evento del 2014.